# Nationaal instituut Nederlands slavernijverleden en erfenis
Het Nationaal instituut Nederlands slavernijverleden en erfenis (NiNsee) is een kennis- en onderzoekscentrum over het Nederlandse slavernijverleden en de gevolgen daarvan voor de hedendaagse samenleving. 

## Doelstelling
Het NiNsee heeft als doel de Nederlandse samenleving een waarheidsgetrouw beeld van het Nederlandse slavernijverleden te geven. Het houdt zich bezig met historisch onderzoek, ontwikkelt educatieve programma's en museale presentaties, en maakt documentatie beschikbaar over het Nederlandse slavernijverleden en de doorwerking daarvan. Door kennisontwikkeling wordt getracht bij te dragen aan de erkenning, acceptatie en verwerking van het slavernijverleden als deel van de geschiedenis van alle Nederlanders.

## Geschiedenis

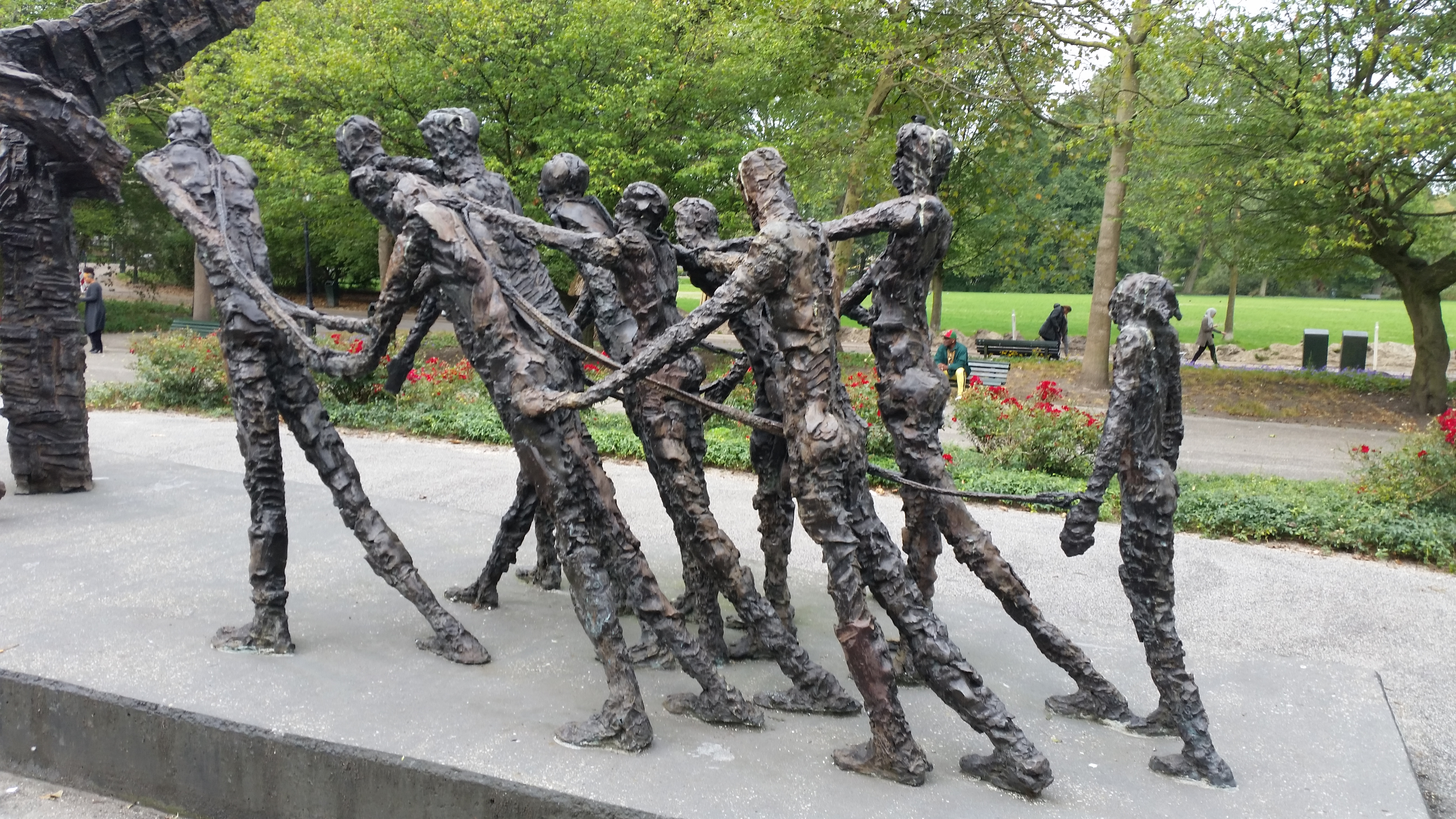
Deel van het slavernijmonument

### Aanleiding
De aanleiding voor de oprichting van het NiNsee was de plaatsing van het Nationaal monument slavernijverleden in het Oosterpark. 
Op 3 juli 1998 overhandigde Barryl Biekman van de Afro-Europese vrouwenbeweging Sophiedela een petitie hierover aan de minister van Grote Steden- en Integratiebeleid Roger van Boxtel. De betrokkenen bij de oprichting van het monument verenigden zich in de 'Stichting Nationaal Monument Nederlands Slavernijverleden'. Daarbij sloten zich diverse netwerken van Surinaamse, Antilliaanse, Arubaanse en Afrikaanse signatuur aan. Deze stichting werd de officiële gesprekspartner van de rijksoverheid voor de oprichting van het monument. Op 14 november 2000 werd in overleg met het college van B&W van Amsterdam, het stadsdeelbestuur van Amsterdam Oost/Watergraafsmeer, het Landelijk Platform Slavernijverleden (LPS) en het 'Comité van Aanbeveling Nationaal Monument Slavernijverleden' het Amsterdamse Oosterpark aangewezen als de plek voor het nationale 'slavernijmonument', dat in 2002 gereed zou komen. 

### Oprichting NiNsee
Gedurende het traject naar dit monument bleek er behoefte te zijn aan een instituut dat zich bezighoudt met onderzoek naar en bewustwording van het Nederlands slavernijverleden. Op 24 juni 2002 werd daarom het NiNsee opgericht. Het instituut wil het Nederlandse slavernijverleden en de erfenis daarvan onderzoeken als fundamenteel onderdeel van de Nederlandse geschiedenis. De slavernij is van dien aard geweest dat iedereen er direct of indirect mee te maken had, aldus het NiNsee. Volgens het instituut is de erfenis van het slavernijverleden bepalend voor de sociale cohesie in de huidige samenleving en ligt het anti-zwart-racisme uit het verleden aan de basis van het hedendaagse anti-zwart-racisme in Nederland. Voor een antiracistische houding is het dan ook nodig dat de ernst van deze beproeving voor de slaven en hun nazaten onder ogen wordt gezien. Pas als dat gebeurt, kan er ruimte ontstaan voor een meer rechtvaardige en open samenleving voor alle burgers en bewoners, aldus het instituut.

### Bezuiniging en doorstart
In 2012 kwam het instituut feitelijk ten einde vanwege stopzetting van rijkssubsidie. Maar er is een doorstart gemaakt in afgeslankte vorm. Volgens Gloria Wekker is deze subsidie stopgezet door het kabinet-Rutte I, waaraan ook de in haar ogen xenofobe en populistische Partij voor de Vrijheid deelnam. Hiermee werd volgens Wekker belangrijke infrastructuur voor het produceren en verspreiden van kennis over de Nederlandse slavernij vernietigd. Het NiNsee zou nog blijven bestaan dankzij subsidie van de stad Amsterdam.

## Herdenken en vieren
Om de afschaffing van de slavernij in Nederland te herdenken, gedenken en te vieren, en ook stil te staan bij hedendaagse slavernij, organiseert het NiNsee jaarlijks in de maand juni en op 1 juli (Ketikoti) diverse activiteiten.

### Ketikoti-lezing

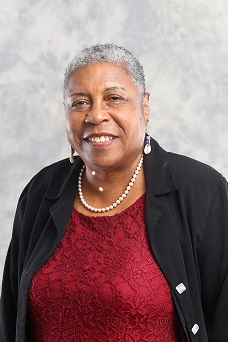
Curaçaos antroploge Rose Mary Allen sprak de lezing uit in 2022.

Een daarvan is de jaarlijkse 'Ketikoti-lezing'. In 2020 gaf Karwan Fatah-Black deze lezing in Pakhuis de Zwijger, waarbij hij inging op de Haïtiaanse Revolutie van 1791 die opstanden in tal van andere slavenkolonies heeft geïnspireerd, zoals de Curaçaose slavenopstand van 1795. Deze opstand in Curaçao onder leiding van Tula kreeg tot voor kort in Nederland nauwelijks aandacht. In 2021 verzorgde Sir Hilary Beckles, vice-kanselier van de Universiteit van West-Indië en voorzitter van de Caricom Reparations Commission, de lezing. In 2022 viel de beurt aan Rose Mary Allen, buitengewoon hoogleraar Cultuur, gemeenschap en geschiedenis aan de Universiteit van Curaçao. In 2023 nam David Olusoga de Ketikoti-lezing voor zijn rekening, in het Wereldmuseum Amsterdam (voorheen Tropenmuseum). In 2024 mocht bestseller auteur Thomas Harding zich toewijden in Het Scheepvaartmuseum. In 2025 was het de beurt aan Klaas Knot, aftredend president van De Nederlandsche Bank. 

### Black Achievement Awards
De Black Achievement Awards zijn Nederlandse prijzen die jaarlijks uitgereikt worden aan personen of organisaties die zich als zwart rolmodel verdienstelijk hebben gemaakt in de Nederlandse samenleving. De prijzen werden in 2016 ingesteld door het NiNsee in het kader van de Black Achievement Month (BAM), elk jaar in oktober. Ze worden uitgereikt in de categorieën: kunst en cultuur, mens en maatschappij, sport, wetenschap en onderwijs. Daarnaast wordt een oeuvreprijs uitgereikt aan een ‘black achiever’ ter honorering van jarenlange prestaties.

### 30 juni en 1 juli
Sinds begin jaren negentig organiseerde het Amsterdamse 30 juni/1 juli comité elke 30e juni op het Surinameplein een herdenking rond de strijd om de afschaffing van de slavernij. Daarmee was in zekere zin dit comité de voorloper van het LPS en het NiNsee. In 2002 was er een grimmige sfeer rondom de nationale herdenking op 1 juli, vanwege afscheidingshekken. Op 30 juni van het jaar erop werd tijdens de manifestatie op het Surinameplein het 'Monument van Besef' onthuld, een kunstwerk van Henri Renfurm.
In 2016 kreeg NiNsee kritiek van onder meer de Stichting Nationaal Monument Nederlands Slavernijverleden en het Landelijk Platform Slavernijverleden op het verplaatsen van de Nationale 1 juli-herdenking naar 30 juni. NiNsee wilde de herdenking en viering uit elkaar halen. 30 juni werd de herdenkingsdag en 1 juli de dag van viering. In diverse steden zijn ondertussen 30 juni-1 juli-comités opgericht die opereren onder de vlag van het NiNsee, zoals in Almere, Amersfoort, Arnhem, Den Haag, Drenthe, Eindhoven, Fryslân, Groningen, Haarlem, Harderwijk, Leiden, Middelburg, Tilburg, Utrecht, Zaanstreek en Zwolle.

### Wandelroute
NiNsee biedt de Wandelroute Amsterdam in de slavernij aan via de Amsterdamse MuseumApp. Volgens het instituut is het belangrijk om meer te weten over de slavernijgeschiedenis van de eigen stad. Deze wandelroute voert de deelnemer door de Amsterdamse binnenstad langs verschillende herinneringsplekken:
- In het Spinhuis werd in 1768 de zogenaamde ‘Swartin’ Christina opgesloten. Zij had onder andere de kleren die ze op dat moment aan had verkocht en bedelde. De aanklacht die daarom tegen haar werd uitgesproken luidde: ‘verstoring van de openbare orde door ontuchtig gedrag´.
- Bij het adres Rokin 64 wordt men gewezen op de gevel van het pand. Hier is namelijk een beeld te vinden van een donker persoon. Het beeld lijkt op de Indiaanse man die is afgebeeld op een prent uit ‘suikerriet, suikerverdriet’ van P. Keijser, waarop Cariben zijn afgebeeld.
- In de Engelse Presbyteriaanse kerk werd op 2 mei 1802 de vrijgemaakte slavin Lea Parijs gedoopt. Haar achternaam was de naam van haar laatste slavenmeester.
- Tijdens de wandelroute wordt men ook geleid langs enkele panden aan de Herengracht. Herengracht 433 was in de eerste helft van de 18e eeuw van de slavenhandelaar Jacob van der Dussen.
- Het pand dat te vinden is aan de Herengracht 502 dient als woning voor de burgemeester van Amsterdam. In deze woning woonde en werkte vanaf 1674 Paulus Godin. Hij was voorzitter van de WIC en bestuurder van de Sociëteit van Suriname. Door informatie uit archieven weet men dat zijn rijkdom een direct gevolg was van de handel in slaven.
- In het Museum Van Loon aan de Keizersgracht 672 hangt een portret van de weduwe Johanna Borski (1764-1849). Zij was ooit de rijkste vrouw van Nederland. Haar vermogen, waarmee zij onder andere een groot aantal plantages in Suriname en elders in het Caribische gebied financierde, werd geschat op ongeveer vier miljoen gulden.

## Beleidsadvisering

### Nationale museale voorziening
In 2019 werkte het NiNsee mee aan de opdrachtformulering voor een verkenning van een 'nationale museale voorziening
slavernijverleden'. Het Nationaal slavernijmuseum zal daadwerkelijk worden gerealiseerd, in Amsterdam, in 2029 of 2030.

### Ketenen van het verleden
In 2021 overhandigde het landelijke Adviescollege Dialooggroep Slavernijverleden in aanwezigheid van bestuur en directie van het NiNsee zijn eindrapport Ketenen van het verleden aan minister van Binnenlandse Zaken Kajsa Ollongren. In het rapport wordt de regering gevraagd te erkennen dat slavernij en slavenhandel misdrijven tegen de menselijkheid waren, te erkennen dat de gevolgen van het slavernijverleden heden ten dage nog voelbaar zijn en excuses aan te bieden. Dit alles om 'herstel' en een gezamenlijke toekomst mogelijk te maken. Het rapport bevat een groot aantal aanbevelingen en ideeën hoe dit herstel vorm zou kunnen krijgen. In 2022 vond op initiatief van de vaste commissie voor Binnenlandse Zaken hierover een rondetafelgesprek plaats met experts van acht verschillende organisaties op het gebied van het Nederlandse slavernijverleden, waaronder het NiNsee.

### Erfgoedlijst
In 2023 ondertekenden Urwin Vyent en Linda Nooitmeer namens het NiNsee en de diverse erfgoedgemeenschappen de bijschrijving van 1 juli op de Inventarislijst Immaterieel Erfgoed Nederland. Op het certificaat staat expliciet vermeld dat het gaat om Ketikoti (Sranan), Dia di Emansipashon (Kòrsou/Boneiru), Dia di Emancipacion di esclavitud (Aruba) en Emancipation day (St.Maarten/ Saba/ St.Eustatius). De verschillende gemeenschappen laten hiermee zien dat ze bezig zijn met de borging van hun erfgoed en werken aan de zichtbaarheid ervan. De afschaffing van de slavernij staat al sinds 2020 in de canon van Nederland, de vijftig vensters met belangrijke historische gebeurtenissen voor Nederland, maar een nationale feestdag is 1 juli nog niet.